# Богиня (фільм, 1934)
«Богиня» (кит. 神女, піньїнь Shénnǚ, англ. The Goddess) — китайський німий фільм 1934 року виробництва кінокомпанії «Ляньгуа». Головну роль зіграла зірка китайського кіна Жуань Лін'юй. Дебютний фільм режисера У Юнґана. 

Кадр з фільму з Жуань Лін'юй.

Фільм «Богиня» — яскраве втілення «золотого періоду» 1930-х у кінематографі Китаю. Режисери обирають соціально гострі, конфліктні теми про найбідніші верстви населення і класове розшарування. Вони підхоплюють популярну в той час у кінематографі різних країн світу емансипативну тему безправ'я і беззахисності жінки.

## Сюжет
Життя матері-одиначки ділиться навпіл — вночі на гамірних вулицях Шанхаю вона працює повією щоб заробити на життя, вдень — піклується про свого сина, якого любить понад усе на світі. Зі зміною соціальних ролей змінюється і тілесна пластика героїні — від розкутої звабливості куртизанки, богині нічного міста, до стриманої жіночності і ніжності богині-матері. Вона робить спробу покинути «найдавнішу професію», але її сутенер, якого місцеві злодюжки називають «Бос», не дозволяє це зробити. Заповітна мрія жінки — щоб її син здобув гарну освіту і виріс порядною людиною. Проте суспільство вороже приймає дитину з «поганої» сім'ї.

## Факти про фільм
- Фільм знятий у Шанхаї[2] в 1934-му році, але без звуку. Попри те, що вже кілька років в країні знімали звукове кіно, багато китайських студій у той час ще продовжували ставити німі фільми, передусім через брак обладнання і спеціалістів, але також і через велику кількість діалектів в усній мові різних регіонів Китаю.[1]

## Показ в Україні
У 2016 році стрічка була представлена на фестивалі «Німі ночі» в музичному супроводі білоруського акордеоніста Ягора Забєлова.